# Modestino Guaschino
Modestino Guaschino (Avellino, 9 febbraio 1909 – Villa Carcina, 12 marzo 1945) è stato un carabiniere e antifascista italiano dopo l'8 settembre 1943.

## Biografia
Modestino Guaschino nacque ad Avellino il 9 febbraio del 1909.
Per lavoro si trasferì a Villa Carcina, in provincia di Brescia, dove fu Brigadiere dei Carabinieri.
Successivamente all'armistizio dell'8 settembre 1943 prese nettamente posizione contro il regime fascista ed iniziò a combatterlo attivamente riuscendo ad evitare l'internamento di molti giovani della Val Trompia.
Inoltre nel maggio del 1944, anziché consegnarli alle forze repubblicane, condusse alle forze partigiane due piloti inglesi, precipitati con il loro aereo sui monti fra Villa e Brione.
La sua evidente attività antifascista divenne presto nota alle autorità e perciò nel giugno del 1944 abbandonò la carica di Brigadiere dei Carabinieri, per diventare Guardia giurata allo stabilimento BPD di Villa Cogozzo (frazione di Villa Carcina).
Nel marzo del 1945, a seguito di un agguato mortale compiuto da due appartenenti alla formazione partigiana Gruppi d'Azione Patriottica, ebbe inizio la brutale rappresaglia delle forze repubblicane.
Fu così che le Brigate nere uccisero dapprima Francesco Scaletti, poi Armando Lottieri, quindi la sera dell'11 marzo prelevarono con la forza dalla propria abitazione di Pregno (frazione di Villa Carcina) Modestino Guaschino e dopo averlo torturato per ore, senza riuscire a farlo parlare, attorno all'una del giorno dopo (12 marzo 1945) lo uccisero con una raffica di mitra ed un colpo alla nuca.

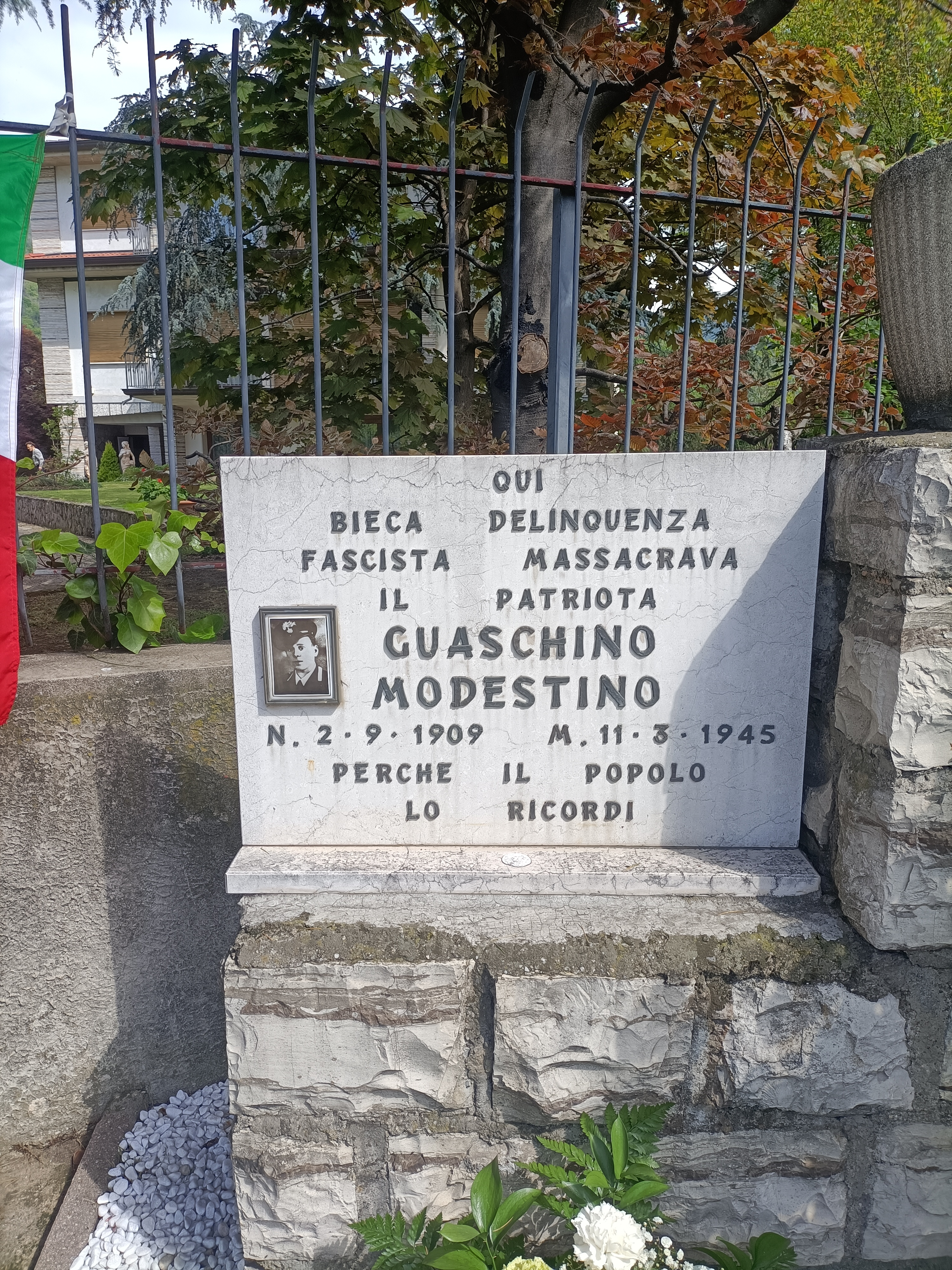
Lapide alla memoria di Modestino Guaschino

## Memoria
Nel 1995, in occasione del 50º anniversario della sua morte, il comune di Villa Carcina gli ha intitolato una via (nel luogo dove fu ingiustamente freddato) e qualche anno più tardi ha posto una lapide in sua memoria nel punto esatto della brutale esecuzione. Gli è stata dedicata una strada anche ad Avellino, sua città natale.
Nel 2024 gli è stata intitolata la sezione cittadina di Avellino dell'Associazione Nazionale Partigiani d' Italia - ANPI